# Ralf Paul Bittner
Ralf Paul Bittner (* 27. November 1966 in Arnsberg) ist ein deutscher Politiker (SPD). Er ist seit 2018 hauptamtlicher Bürgermeister der Stadt Arnsberg.

## Leben
Aufgewachsen ist Bittner im Arnsberger Stadtteil Oeventrop. Nach dem Abitur 1986 am Gymnasium Laurentianum machte er zunächst eine Ausbildung als Zahntechniker und später eine Ausbildung bei der Polizei. Von 1996 bis 1998 studierte er an der Fachhochschule für öffentliche Verwaltung Nordrhein-Westfalen mit dem Abschluss Diplom-Verwaltungswirt (FH).
Bereits 1986 trat er in die SPD ein. Vor seiner Kandidatur zum Bürgermeister 2018 war er schon sechs Jahre lang Vorsitzender der SPD-Ratsfraktion in Arnsberg.
Nach dem Rücktritt des Arnsberger Bürgermeisters Hans-Josef Vogel aufgrund dessen Wechsels in das Amt des Arnsberger Regierungspräsidenten wurde am 4. Februar 2018 eine Neuwahl durchgeführt. Bittner lag erst hinter dem von CDU und Grünen unterstützten Kandidaten Peter Erb. Da aber eine absolute Mehrheit erforderlich war, welche keiner der Kandidaten erreichte, kam es zur Stichwahl am 18. Februar 2018. Diese gewann Bittner mit 55,42 Prozent der Stimmen.
Am 30. Oktober 2019 verurteilte Bittner gemeinsam mit zahlreichen anderen Politikern antisemitische Sachbeschädigungen an Straßenschildern in Arnsberg.
Bittner ist verheiratet und hat sieben Kinder.